# Aschheim
Aschheim este o comună din districtul München, landul Bavaria, Germania.

## Date geografice și demografice

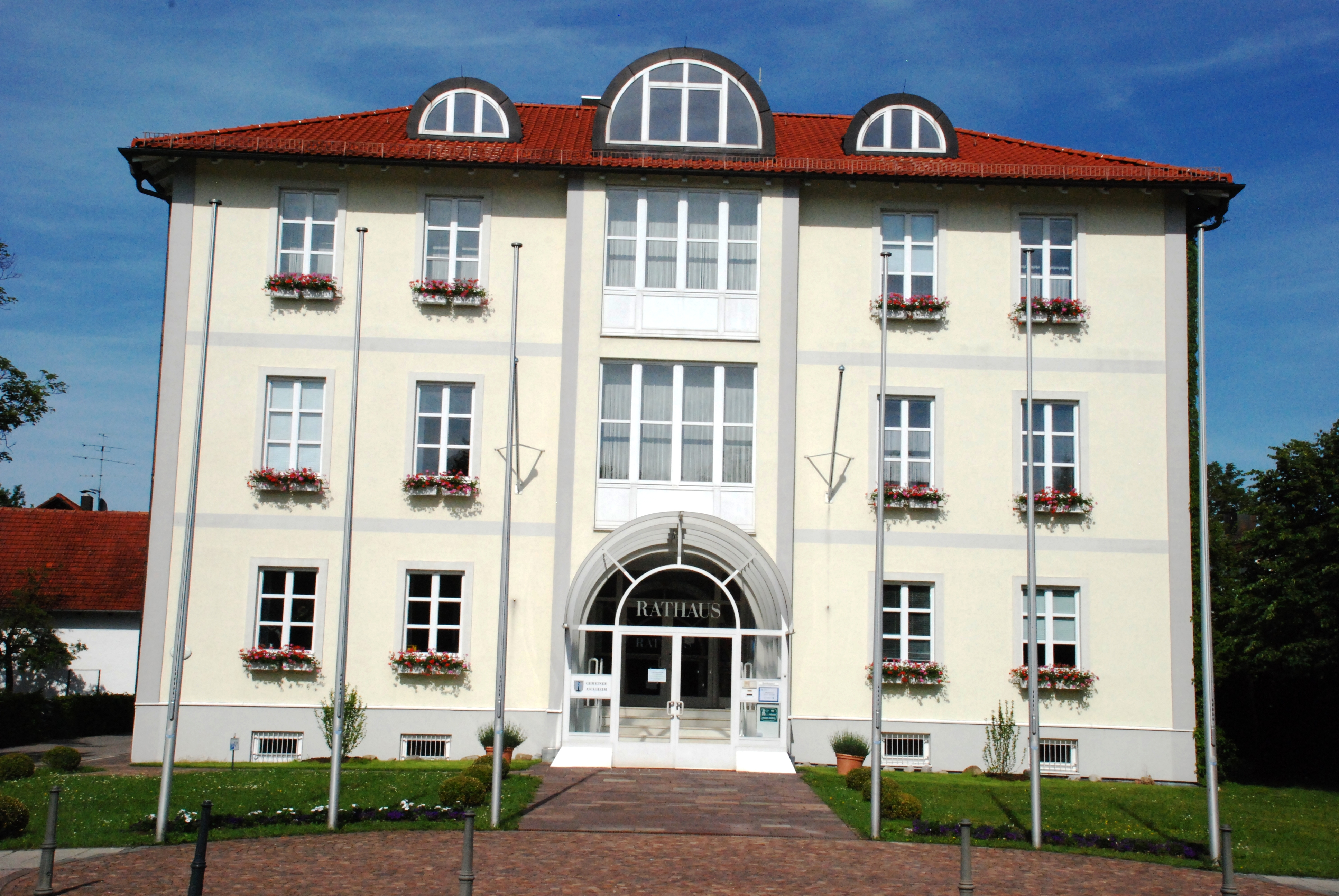
Aschheim
(Primăria)

De la reforma administrativă din 1978 comuna Aschheim are în componență două localități:
- Aschheim
- Dornach

## Orașe înfrățite
- Mougins, Franța
- Leros, Grecia
- Jedovnice, Republica Cehă